# Adam Izdebski
Adam Izdebski (ur. w 1984 w Bydgoszczy) – historyk, profesor nauk ścisłych i przyrodniczych, specjalizujący się w historii Bizancjum i historii środowiskowej.

## Życiorys
Ukończył historię (2007) i psychologię (2008) na Uniwersytecie Warszawskim oraz bizantynistykę na Uniwersytecie Oksfordzkim (2008). Pod kierunkiem Ewy Wipszyckiej-Bravo obronił w 2011 doktorat zatytułowany Village communities in early medieval Byzantium. A comparative study. W 2020 habilitował się na podstawie książki Średniowieczni Rzymianie i przyroda. Interdyscyplinarna historia środowiskowa.
W 2011–2012 był stypendystą Fundacji Alexandra von Humboldta na Wolnym Uniwersytecie Berlińskim. Od 2012 jest zatrudniony w Instytucie Historii UJ. Od 2018 pracuje równocześnie w Instytucie Geoantropologii im. Maxa Plancka (Max-Planck-Institut für Geoanthropologie), gdzie kieruje zespołem badawczym w dziedzinie paleonauki i historii. W 2016 był profesorem wizytującym na Uniwersytecie Princeton, w latach 2017–2018 był członkiem Instytutu Studiów Zaawansowanych w Princeton. 
4 sierpnia 2023 decyzją prezydenta RP otrzymał tytuł naukowy profesora.

## Publikacje

### Książki

#### Autorskie
- A Rural Economy in Transition: Asia Minor from Late Antiquity into the Early Middle Ages, Fundacja im. Rafała Taubenschlaga, Warszawa 2013.
- Średniowieczni Rzymianie i przyroda. Interdyscyplinarna historia środowiskowa, Towarzystwo Wydawnicze „Historia Iagellonica”, Kraków 2018.
  - Poprawione wydanie niemieckie: Ein vormoderner Staat als sozioökologisches System. Das Oströmische Reich 300–1300 n. Chr., tłum. Jakub Sawicki, Sandstein, Drezno 2021.

#### Redagowane
- (z Adamem Gendźwiłłem i Elżbietą Sroczyńską) Przemiany mentalności w kulturach starożytnych, Wydawnictwo Poznańskie, Poznań 2005.
- (z Rafałem Matuszewskim i Przemysławem Piwowarczykiem) Religie w świecie antycznym, Wydawnictwo Poznańskie, Poznań 2007.
- (z Damianem Jasińskim) Cultures in Motion: Studies in the Medieval and Early Modern Periods, Wydawnictwo Uniwersytetu Jagiellońskiego, Kraków 2014.
- (z Rafałem Szmytką) Ekobiografia Krakowa, Znak Horyzont, Kraków 2018.
  - Poprawione wydanie angielskie: Krakow: An Ecobiography, tłum. Tim Brombley, University of Pittsburgh Press, Pittsburgh 2021.
- (z Johnem Haldonem i Piotrem Filipkowskim) Perspectives on Public Policy in Societal-Environmental Crises: What the Future Needs from History, Springer(inne języki), Cham 2022.
- (z Johannesem Preiserem-Kapellerem(inne języki)) A Companion to the Environmental History of Byzantium, Brill, Lejda 2024.

### Wybrane artykuły
- Społeczność Neapolu wobec wojsk Belizariusza w 536 roku – klasyczna polityka miejska czy literacka stylizacja Prokopiusza?, „U Schyłku Starożytności. Studia źródłoznawcze” 8 (2009), s. 33–50.
- Why did agriculture flourish in the late antique East? The role of climate fluctuations in the development and contraction of agriculture in Asia Minor and the Middle East from the 4th till the 7th c. AD, „Millennium(inne języki)” 8 (2011), s. 291–312. DOI
- The Slavs' political institutions and the Byzantine policies (ca. 530–650), „Byzantinoslavica” 69.1–2 (2011), s. 50–69.
- Bishops in Late Antique Italy: Social Importance vs. Political Power, „Phoenix” 66 (2012), s. 158–175. DOI
- The Changing Landscapes of Byzantine Northern Anatolia, „Archaeologia Bulgarica” 16.1 (2012), s. 47–66.
- The Economic Expansion of the Anatolian Countryside in Late Antiquity: The Coast Versus Inland Regions, „Late Antique Archaeology” 10 (2013), s. 343–376. DOI
- (z Grzegorzem Kolochem i Tymonem Słoczyńskim) Exploring Byzantine and Ottoman economic history with the use of palynological data: A quantitative approach, „Jahrbuch der Österreichischen Byzantinistik” 65 (2015), s. 67–110.
- (z Alexandrą Gogou i in.) Climate variability and socio-environmental changes in the northern Aegean (NE Mediterranean) during the last 1500 years, „Quaternary Science Reviews(inne języki)” 136 (2016), s. 209–228.
- (z G. Kolochem i in.) On the Use of Palynological Data in Economic History: New Methods and an Application to Agricultural Output in Central Europe, 0–2000 AD, „Explorations in Economic History(inne języki)” 59 (2016), s. 17–39. DOI
- Rural Settlements, [w:] The Archaeology of Byzantine Anatolia: From the End of Late Antiquity until the Coming of the Turks, red. Philipp Niewöhner, Oxford University Press, Nowy Jork 2017, s. 82–89. DOI
- (z Lee Mordechaiem i Samem White'em) The Social Burden of Resilience: A Historical Perspective, „Human Ecology(inne języki)” 46.3 (2018), s. 291–303.
- (z Neilem Robertsem i in.) Not the End of the World? Post-Classical Decline and Recovery in Rural Anatolia, „Human Ecology” 46.3 (2018), s. 305–322.
- (z Marcinem Jaworskim, Handan Üstündağ i Arkadiuszem Sołtysiakiem) Bread and Class in Medieval Society: Foodways in Anatolia, „Journal of Interdisciplinary History(inne języki)” 48.3 (2018), s. 335–357.
- (z Ingą Labuhn i in.) Climatic Changes and Their Impacts in the Mediterranean during the First Millennium AD, „Late Antique Archaeology” 12 (2018), s. 65–88.
- (z Alexandrą Chavarríą i Tamarą Lewit) Settlement, Land Use and Society in the Late Antique Mediterranean, 4th-7th c. An Overview, „Late Antique Archaeology” 12 (2018), s. 132–147.
- Biskupi i mnisi w Kościele Wschodu pod panowaniem Sasanidów, „U Schyłku Starożytności. Studia źródłoznawcze” 17/18 (2018/2019), s. 171–196.
- (z Jessie Woodbridge i in.) Pollen-inferred regional vegetation patterns and demographic change in Southern Anatolia through the Holocene, „The Holocene(inne języki)” 29.5 (2019), s. 728–741.
- Wahania warunków klimatycznych jako katalizator zmiany społecznej w społeczeństwach historycznych, „Studia Geohistorica” 2020 nr 7, s. 7–16.
- (z Mariuszem Lamentowiczem i in.) Znaczenie wysokorozdzielczych wielowskaźnikowych (multi-proxy) badań paleoekologicznych dla geografii historycznej i historii gospodarczej, „Studia Geohistorica” 2020 nr 7, s. 30–55.
- (z Giovannim Zanchettą, Robertem Wiśniewskim i in.) Beyond one-way determinism: San Frediano's miracle and climate change in Central and Northern Italy in late antiquity, „Climatic Change(inne języki)” 165 (2021), s. 25:1–25:21.
- (z Johnem Haldonem i in.) Demystifying Collapse: Climate, Environment, and Social Agency in Pre-modern Societies, „Millennium” 17.1 (2020), s. 1–33.
- (z T. Słoczyńskim i in.) Landscape Change and Trade in Ancient Greece: Evidence from Pollen Data, „The Economic Journal(inne języki)” 130 [632] (2020), s. 2596–2618. DOI
- (z Dagomarem Degrootem(inne języki) i in.) Towards a Rigorous Understanding of Societal Responses to Climate Change, „Nature” 591 (2021), s. 539–550.
- (z Johnem Haldonem i in.) Between Resilience and Adaptation: A Historical Framework for Understanding Stability and Transformation of Societies to Shocks and Stress, [w:] COVID-19: Systemic Risk and Resilience, red. Igor Linkov, Jesse Keenan i Benjamin Trump, Springer, Cham 2021, s. 235–268.
- (z Kevinem Bloomfieldem i in.) L'émergence d'une histoire environnementale interdisciplinaire : Une approche conjointe de l'Holocène tardif, „Annales. Histoire, Sciences sociales” 77.1 (2022), s. 11–58.
- Mid-late Holocene vegetation history of the Argive Plain (Peloponnese, Greece) as inferred from a pollen record from ancient Lake Lerna, „PLOS One” 17.7 (2022), s. 1–36.
- (z Piotrem Guzowskim i in.) Palaeoecological data indicates land-use changes across Europe linked to spatial heterogeneity in mortality during the Black Death pandemic, „Nature Ecology and Evolution(inne języki)” 6 (2022), s. 297–306.
- The Demographic and Economic History of Byzantine Greece in the Longue Durée: The Contribution of the Pollen Data, [w:] Byzantine Greece: Microcosm of Empire? Papers from the Forty-sixth Spring Symposium of Byzantine Studies, red. Archibald Dunn, Routledge, Londyn 2023, s. 207–214. DOI